# Periodo monopartitico della Repubblica di Turchia

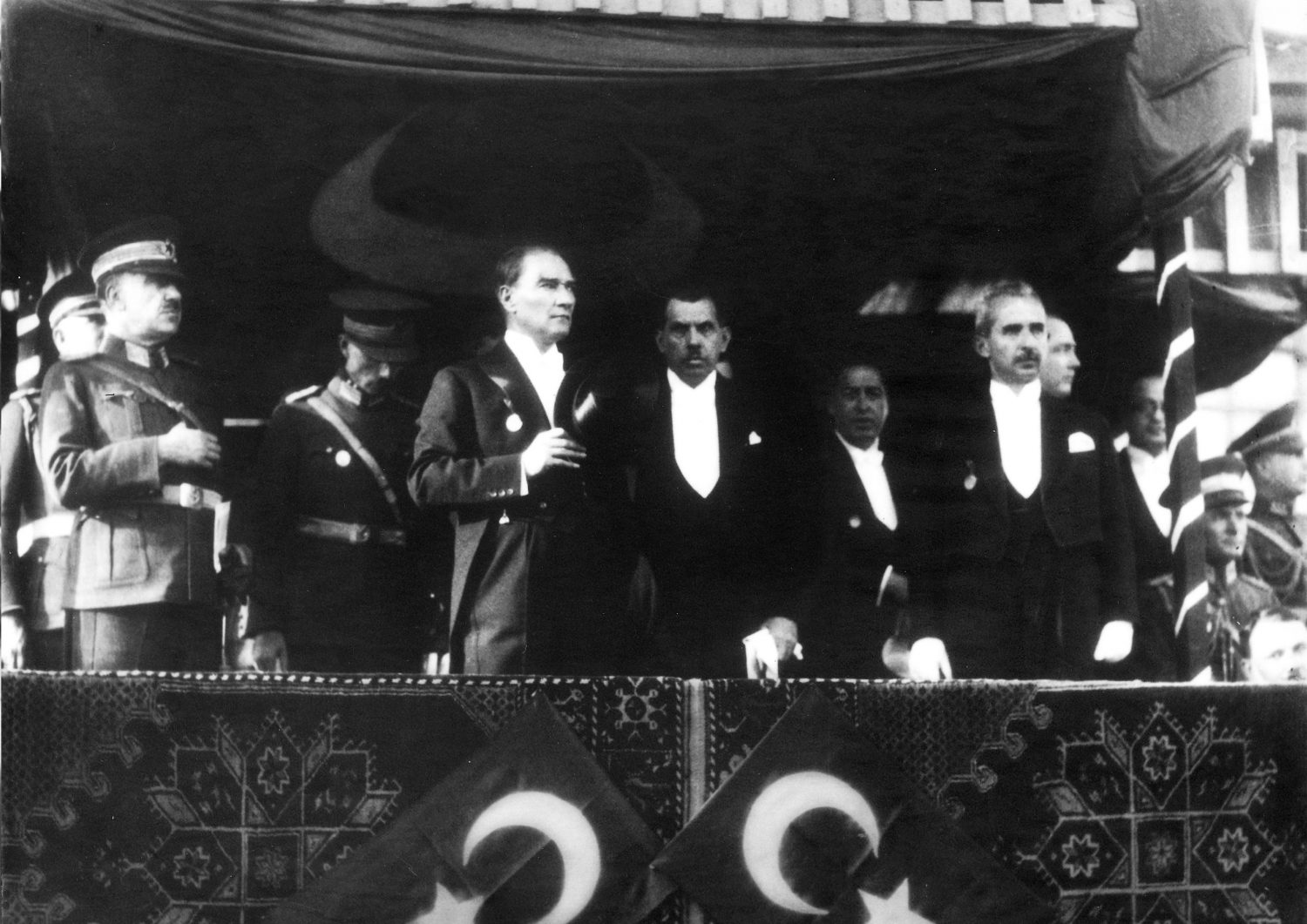
Discorso di Mustafa Kemal del 1933 in occasione del decimo anniversario della Repubblica di Turchia da sinistra a destra: capo di stato maggiore Mareşal Fevzi (Çakmak), presidente Gazi Mustafa Kemal (Atatürk), presidente della Grande Assemblea nazionale Kâzım Köprülü (Özalp), primo ministro İsmet (İnönu).

Il periodo monopartitico della Repubblica di Turchia (in turco Türkiye'de tek partili dönem) iniziò con la costituzione formale del paese nel 1923. Il Partito Popolare Repubblicano (CHP) fu l'unico partito tra il 1923 e il 1945, anno in cui fu istituito il Partito per lo Sviluppo Nazionale. Dopo aver vinto le prime elezioni multipartitiche nel 1946 con una valanga di voti, il Partito Popolare Repubblicano perse la maggioranza a favore del Partito Democratico nelle elezioni del 1950. Durante il periodo monopartitico, il presidente Mustafa Kemal Atatürk chiese ripetutamente che fossero istituiti partiti di opposizione per opporsi al Partito Popolare Repubblicano al fine di passare a una democrazia multipartitica. Kâzım Karabekir fondò il Partito Repubblicano Progressista nel 1924, ma il partito fu bandito dopo il coinvolgimento dei suoi membri nella ribellione dello sceicco Said del 1925. Nel 1930 fu istituito il Partito Repubblicano Liberale ma quest'ultimo fu in seguito sciolto dal suo fondatore. Nonostante i tentativi di Atatürk di stabilire un sistema multipartitico, questo fu istituito solo dopo la sua morte nel 1938.

## 1923-1938: Presidenza di Mustafa Kemal Atatürk

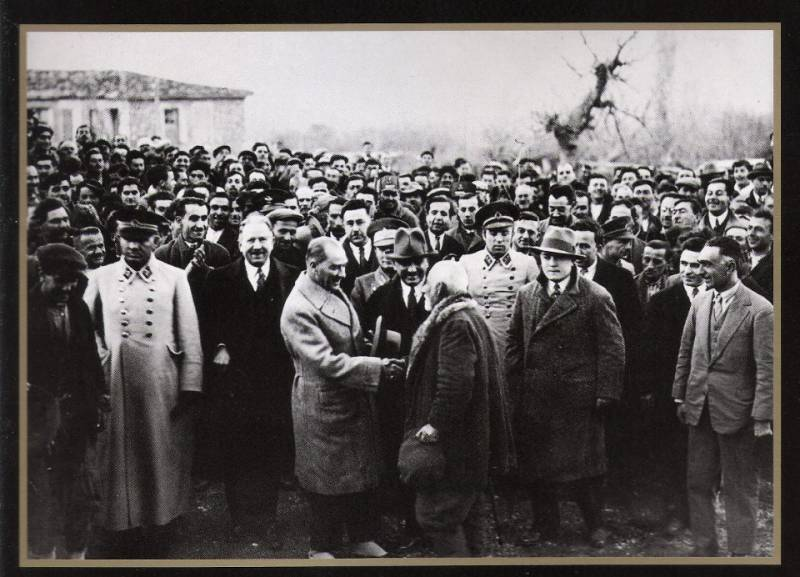
Atatürk durante uno dei suoi tour in Anatolia nel 1931

Con l'istituzione della Repubblica di Turchia, iniziarono gli sforzi per modernizzare il paese. Le istituzioni e le costituzioni degli stati occidentali come Francia, Svezia, Italia e Svizzera furono analizzate e adattate secondo le esigenze e le caratteristiche della nazione turca. Sottolineando la mancanza di conoscenza pubblica riguardo alle intenzioni del nuovo presidente Mustafa Kemal (poi Atatürk), il pubblico inizialmente acclamò il ritorno "ai giorni dei primi califfi". Per portare avanti le sue riforme, Mustafa Kemal collocò Fevzi Çakmak, Kâzım Özalp e İsmet İnönü in posizioni politiche importanti. Capitalizzò anche la sua reputazione di capo militare efficiente e trascorse gli anni, fino alla sua morte nel 1938, implementando riforme politiche, economiche e sociali ad ampio raggio e progressiste. In tal modo, trasformò i turchi dal percepirsi come sudditi musulmani di un vasto impero in cittadini di uno stato-nazione moderno, democratico e laico.
Dopo la fondazione del Partito Repubblicano Liberale da parte di Ali Fethi Okyar, gruppi religiosi si unirono ai liberali e si verificarono conseguentemente diffusi disordini sanguinosi, soprattutto nei territori orientali. Il Partito Repubblicano Liberale fu sciolto il 17 novembre 1930 e fino al 1945 non fu fatto alcun ulteriore tentativo di democrazia multipartitica.

### Opposizione, 1924-1927
Nel 1924, mentre "questione di Mosul" era sul tavolo, lo sceicco Said iniziò a organizzare la ribellione dello sceicco Said. Lo sceicco Said era un ricco capo ereditario (capo tribale) curdo della confraternita locale Naqshbandi. Sottolineò la questione della religione e si oppose non solo all'abolizione del Califfato, ma anche all'adozione dei codici civili ispirati ai modelli occidentali, alla chiusura degli ordini religiosi, al divieto di poligamia e al nuovo matrimonio civile obbligatorio. Dal villaggio di Piran aizzò i suoi seguaci contro le politiche del governo, che considerava contro l'Islam. Nel tentativo di ripristinare la legge islamica, le forze si spostarono da Piran attraverso le campagne, si impadronirono degli uffici governativi e marciarono nelle importanti città di Elazığ e Diyarbakır. I membri del governo videro la ribellione dello sceicco Said come un tentativo controrivoluzionario e sollecitarono un'immediata azione militare per prevenirne la diffusione. La "Legge per il Mantenimento dell'ordine pubblico" del 4 marzo 1925 fu approvata per far fronte alla ribellione e conferì al governo poteri eccezionali, compresa la chiusura da parte delle autorità dei gruppi sovversivi (la legge fu infine abrogata il 4 marzo 1929).
Ci furono anche parlamentari della Grande Assemblea Nazionale Turca che non erano contenti di questi cambiamenti. Furono così tanti i membri che vennero denunciati come simpatizzanti dell'opposizione che, in una riunione privata del Partito Popolare Repubblicano (CHP), Mustafa Kemal espresse il suo timore di essere in minoranza nel suo stesso partito. Kemal decise di non eliminare questo gruppo. Dopo che una mozione di censura diede un'occasione a un gruppo separatista, Kâzım Karabekir, insieme ai suoi amici, fondò un gruppo simile il 17 ottobre 1924. La mozione divenne un voto di fiducia al CHP per Mustafa Kemal. L'8 novembre la mozione fu respinta con 148 voti contro 18 e 41 assenti. Il CHP tenne in parlamento tutti i seggi tranne uno. Dopo che fu scelto dalla maggioranza del CHP, Mustafa Kemal dichiarò: "la nazione turca è fermamente determinata ad avanzare senza paura sulla via della repubblica, della civiltà e del progresso".
Il 17 novembre 1924, il gruppo separatista istituì ufficialmente il Partito Repubblicano Progressista (PRP) con 29 deputati e avviò il primo sistema multipartitico. Il programma economico del PRP suggeriva il liberalismo, in contrasto con il socialismo di stato del CHP, e il suo programma sociale era basato sul conservatorismo in contrasto con il modernismo del CHP. I capi del partito sostenevano fortemente la rivoluzione kemalista in linea di principio, ma avevano opinioni diverse sulla rivoluzione culturale e sul principio del secolarismo. Il PRP non era contrario alle principali posizioni di Mustafa Kemal dichiarate nel suo programma. Il programma sosteneva i principali meccanismi per stabilire la laicità nel Paese e il diritto civile, o come affermato, "i bisogni dell'epoca" (articolo 3) e il sistema uniforme educativo (articolo 49). Questi principi furono stabiliti dai leader fin dall'inizio. L'unica opposizione legale divenne la casa per tutti i tipi di punti di vista diversi.
Nel 1926, a Smirne fu scoperto un complotto per assassinare Mustafa Kemal. Ebbe origine da un ex deputato che si era opposto all'abolizione del Califfato e aveva un rancore personale. Lo strascico si trasformò da un'inchiesta sui pianificatori del complotto a un'indagine condotta apparentemente per scoprire le attività sovversive ma che in realtà era utilizzata per minare coloro che avevano opinioni diverse sulla rivoluzione culturale di Kemal. L'indagine portò davanti al tribunale un gran numero di oppositori politici, tra cui Karabekir, il capo del PRP. Un certo numero di leader sopravvissuti del Comitato di Unione e Progresso tra cui Cavid, Ahmed Şükrü e Ismail Canbulat furono giudicati colpevoli di tradimento e impiccati. Durante queste indagini fu scoperto un legame tra i membri del PRP e la ribellione dello sceicco Said. Il PRP fu sciolto in seguito agli esiti del processo. Il modello dell'opposizione organizzata, tuttavia, fu rotto. Questa azione fu l'unica e ampia epurazione politica durante la presidenza di Atatürk. Il detto di Mustafa Kemal: "Il mio corpo mortale si trasformerà in polvere, ma la Repubblica di Turchia durerà per sempre", è considerato un testamento dopo l'attentato.

### Riforme
Il paese vide un costante processo di occidentalizzazione secolare che comprese l'unificazione dell'istruzione; la soppressione dei titoli religiosi e di altro tipo; la chiusura dei tribunali islamici e la sostituzione del diritto canonico islamico con un codice civile laico modellato su quello svizzero e un codice penale modellato sul codice penale italiano; il riconoscimento dell'uguaglianza tra i sessi e la concessione dei pieni diritti politici alle donne il 5 dicembre 1934; la riforma linguistica avviata dalla neonata Organizzazione linguistica turca; la sostituzione dell'alfabeto turco ottomano con il nuovo alfabeto turco derivato dall'alfabeto latino; la legge sull'abbigliamento (l'uso del fez fu vietato); la legge sui cognomi; e molte altre riforme.

### Censimento del 1927
Il primo censimento della repubblica risale al 1927. Il censimento raccolse dati su alfabetizzazione, dati economici e sociali.

1927 census
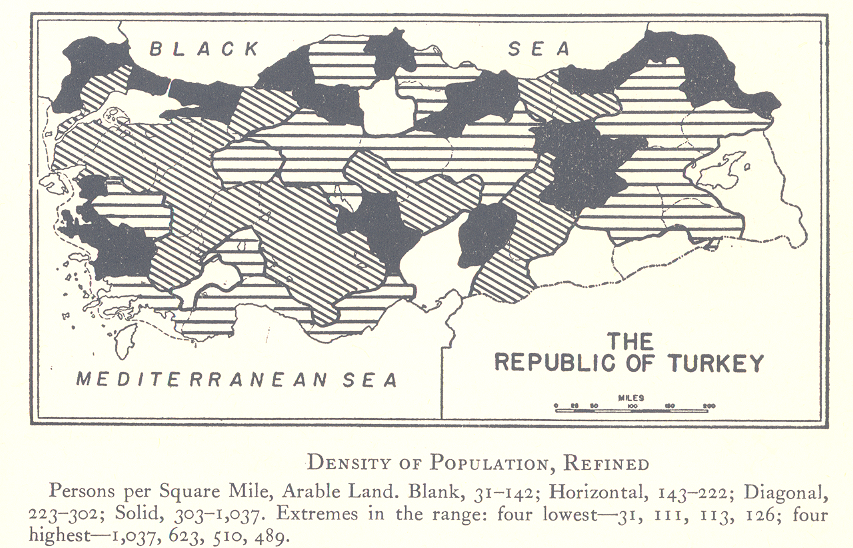
Densità di popolazione, corretta
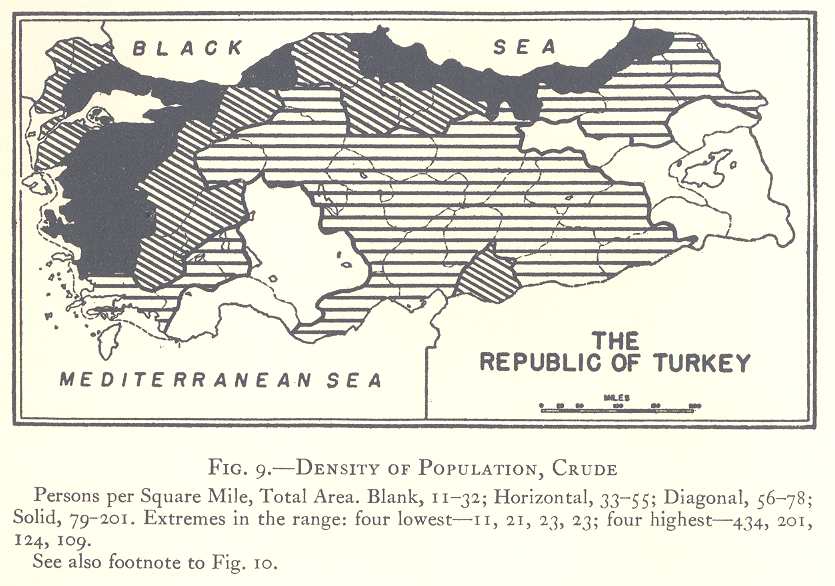
Densità demografica
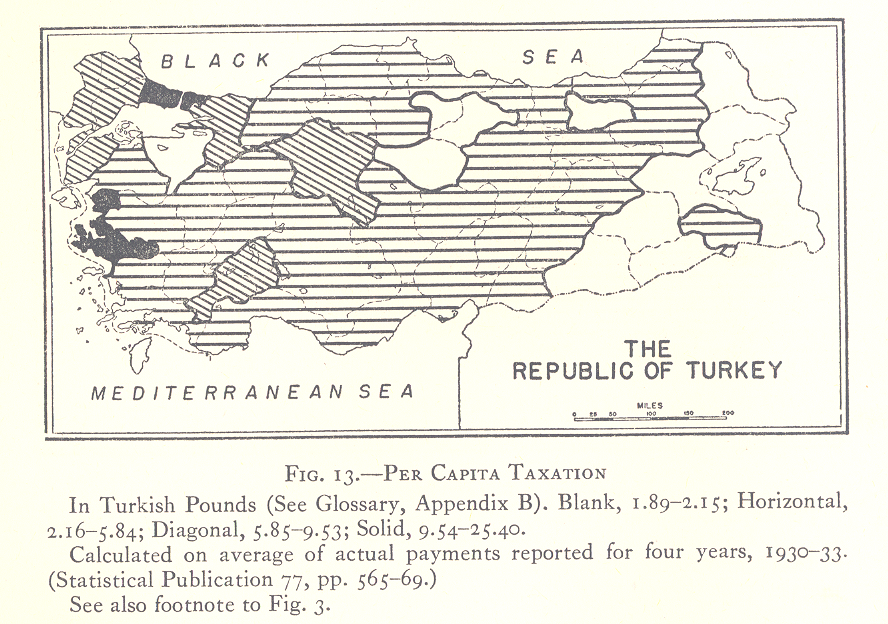
Tassazione
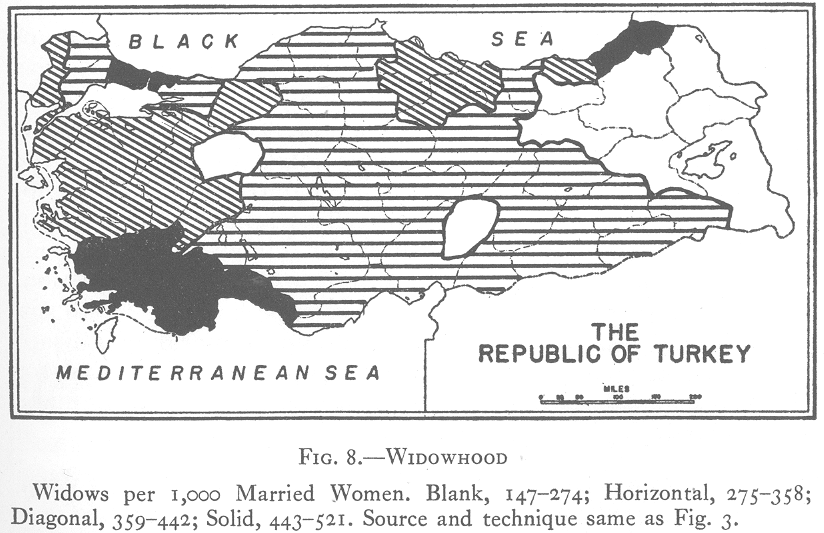
Vedovanza
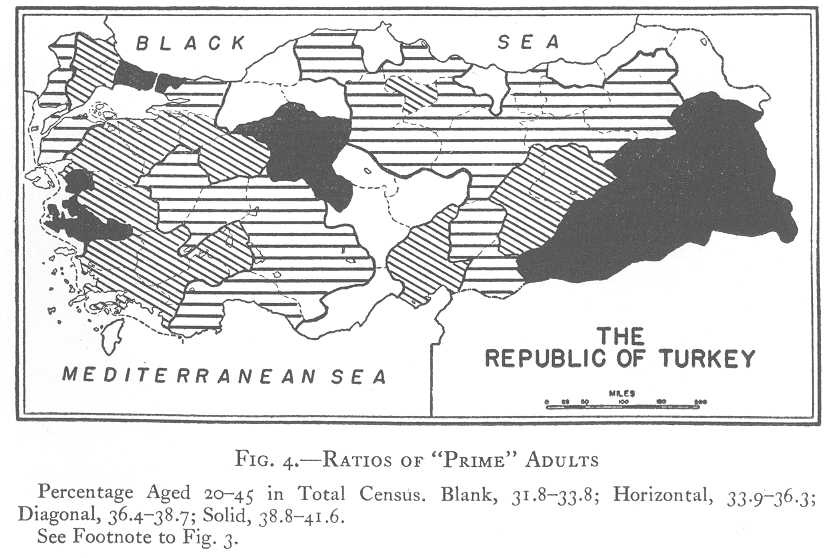
Adulti
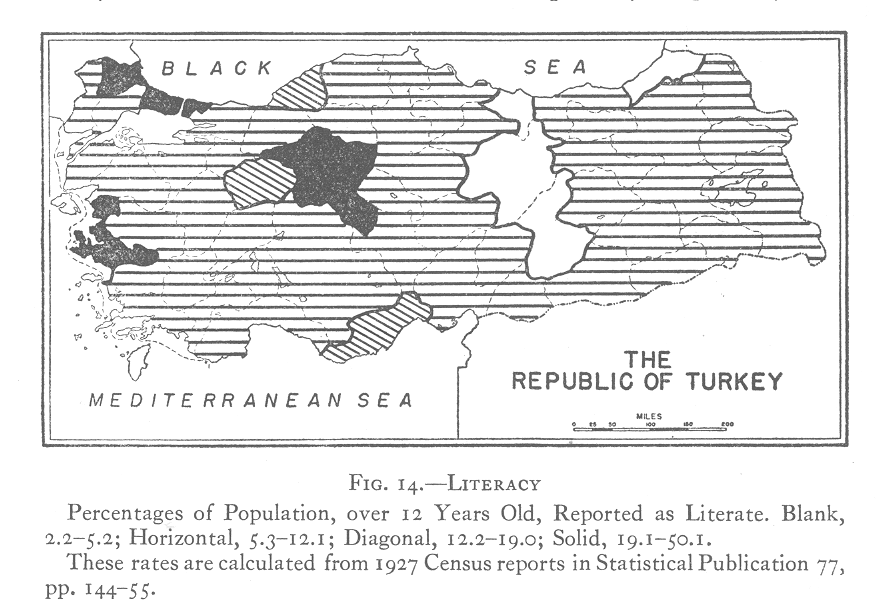
Alfabetizzazione

#### Opposizione, 1930-1931

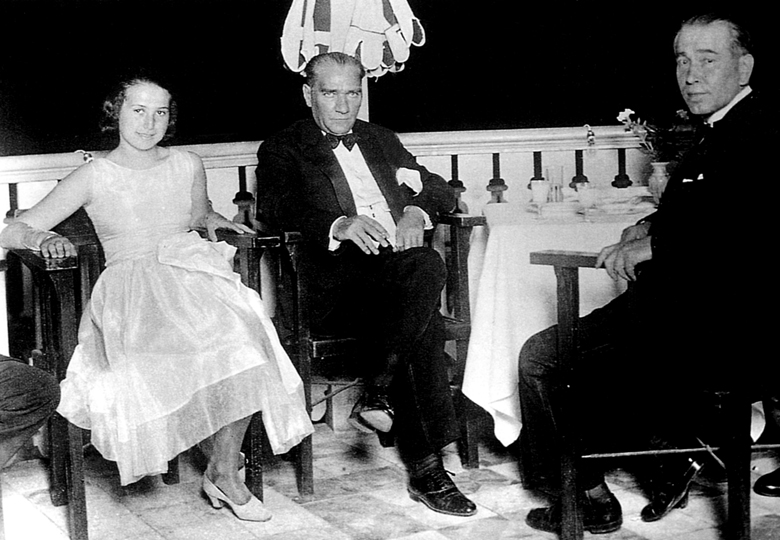
Il 13 agosto 1930, il leader del Partito Repubblicano Liberale Ali Fethi Okyar, sua figlia e Atatürk a Yalova

L'11 agosto 1930, Mustafa Kemal decise di creare ancora una volta un movimento multipartitico e chiese ad Ali Fethi Okyar di fondare un nuovo partito. Insistette sulla protezione delle riforme secolari. Il nuovo Partito Liberale Repubblicano ebbe successo in tutto il paese. Senza la creazione di un vero spettro politico, ancora una volta, il partito divenne il centro dell'opposizione alle riforme di Atatürk, in particolare per quanto riguardava il ruolo della religione nella vita pubblica.
Il 23 dicembre 1930 si verificò una catena di violenti incidenti, a cominciare dalla ribellione dei fondamentalisti islamici a Menemen, una cittadina nella regione dell'Egeo. La rivolta di Menemen fu considerata una seria minaccia alle riforme secolari.
Nel novembre 1930, Ali Fethi Okyar sciolse il proprio partito dopo aver visto la crescente minaccia fondamentalista. Mustafa Kemal non riuscì mai a stabilire un sistema parlamentare multipartitico duraturo durante la sua presidenza. Un periodo multipartitico più duraturo della Repubblica di Turchia iniziò nel 1945. Nel 1950, il Partito Popolare Repubblicano cedette la posizione di maggioranza al Partito Democratico dopo aver perso le elezioni del 1950. Ci sono argomenti secondo cui Kemal non promosse la democrazia diretta dominando il paese con il suo governo a partito unico. La ragione dietro gli esperimenti falliti del pluralismo durante questo periodo si basa sul fatto che non tutti i gruppi nel paese concordavano un consenso minimo riguardo ai valori condivisi (principalmente di laicità) e alle regole condivise per la risoluzione dei conflitti. In risposta a tali critiche, il biografo di Mustafa Kemal Andrew Mango ha affermato: "tra le due guerre, la democrazia non poteva essere sostenuta in molte società relativamente più ricche e meglio istruite. L'autoritarismo illuminato di Atatürk ha lasciato uno spazio ragionevole per vite private libere. Non ci si poteva aspettare di più nella sua vita." Anche se, a volte, non sembrava essere un democratico nelle sue azioni, ha sempre sostenuto l'idea di costruire finalmente una società civile. In uno dei suoi numerosi discorsi sull'importanza della democrazia, Mustafa Kemal disse nel 1933:
 

### Ribellioni curde
Negli anni '20 e '30 ci furono diverse ribellioni curde: la ribellione di Koçkiri, la ribellione dello sceicco Said, la ribellione di Dersim, la ribellione dell'Ararat. Furono tutte soppresse dall'esercito turco. In particolare, a causa della ribellione di Dersim nel 1937-38, migliaia di curdi aleviti furono uccisi dall'esercito turco e altre migliaia furono portate in esilio, spopolando la provincia. Una componente chiave del processo di turchizzazione fu la politica di massiccio reinsediamento della popolazione, risultato dalla Legge sul Reinsediamento del 1934, una politica che prese di mira la regione di Dersim e uno dei primi casi con conseguenze disastrose per la popolazione locale.

#### Massacri
Il massacro di Zilan si riferisce al massacro di migliaia di residenti curdi nella valle di Zilan in Turchia dal 12 al 13 luglio 1930, durante la ribellione dell'Ararat, a cui parteciparono 800-1500 uomini armati.
Il massacro di Zilan ebbe luogo nella valle di Zilan o Zeylan (in curdo: Geliyê Zîlan, in turco: Zilan Deresi, Zeylân Deresi) situata a nord della città di Erciş nella provincia di Van nel luglio 1930, prima di un'operazione militare del IX Corpo turco sotto il comando di Ferik (tenente generale) per reprimere la rivolta dell'Ararat. Il numero delle persone uccise nel massacro varia a seconda delle diverse fonti. Secondo il quotidiano Cumhuriyet (16 luglio 1930), morirono circa 15.000 persone. Il racconto di Hesen Hîşyar Serdî (1907-14 settembre 1985), scrittore e partecipante alla rivolta dell'Ararat, afferma che 47.000 abitanti di 18 villaggi delle tribù Ademan, Sipkan, Zilan e Hesenan furono uccisi. Secondo il ricercatore armeno Garo Sasuni 5.000 donne, bambini e anziani furono massacrati.  Infine, secondo il Berliner Tageblatt, i turchi nella zona di Zilan distrussero 220 villaggi e massacrarono 4.500 donne e anziani.
Il massacro di Dersim ebbe luogo nel 1937-1938 a Dersim, oggi chiamata provincia di Tunceli, in Turchia. Fu il risultato di una campagna militare turca contro la ribellione di Dersim da parte di gruppi di minoranze etniche locali contro la legge turca sul reinsediamento del 1934. Migliaia di curdi aleviti e zaza morirono e molti altri rimasero sfollati interni a causa del conflitto.

### Politiche estere
La politica estera di Atatürk era in linea con il suo motto, "pace in patria e pace nel mondo", una percezione di pace legata al suo progetto di civiltà e modernizzazione.
La Turchia fu ammessa alla Società delle Nazioni nel luglio 1932.

## 1938-1950: İnönü (capo nazionale)
Dopo la morte di Atatürk il 10 novembre 1938, İsmet İnönü divenne presidente. Durante la presidenza İnönü furono due le forze che lottarono per il dominio politico: un gruppo voleva aumentare il controllo sulle funzioni statali, mentre l'altro voleva discutere di affari interni ed esteri. L'eredità principale di İnönü fu il metodo che lasciò alla Turchia per bilanciare queste forze.
İnönü ebbe poco tempo per bilanciare queste forze prima che scoppiasse la seconda guerra mondiale nel settembre 1939. İnönü si schierò con il gruppo che cercava un maggiore controllo sulle funzioni statali. Un folto gruppo di politici, giornalisti, proprietari terrieri ed élite si oppose alla sua mossa.
Le politiche di İnönü non soppressero completamente l'espressione o la democrazia pienamente rappresentativa: costrinse personalmente il sistema a una politica multipartitica. La politica dell'Anatolia non cedette alla politica personale a causa della posizione geopolitica.

### Politica prima della seconda guerra mondiale

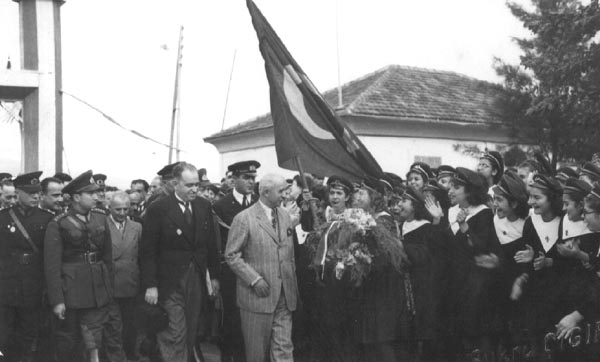
İnönü e ufficiali militari turchi alzano la bandiera turca dopo l'annessione turca di Hatay, giugno 1939

Il 5 luglio 1938 i militari turchi entrarono nel Sangiaccato siriano di Alessandretta, espellendo poi la maggior parte dei suoi abitanti arabi e armeni. La ripartizione dei seggi nell'assemblea provinciale era basato sul censimento tenutosi nel 1938 dalle autorità francesi della Prima Repubblica siriana sotto controllo internazionale: su 40 seggi, 22 furono assegnati ai turchi, nove agli arabi alawiti, cinque agli armeni, due agli arabi sunniti e due agli arabi cristiani, in base alle popolazioni delle rispettive etnie. L'assemblea fu nominata nell'estate del 1938 e il trattato franco-turco che stabiliva lo status del Sangiaccato fu firmato il 4 luglio 1938. Il 2 settembre 1938, l'assemblea proclamò il Sangiaccato di Alessandretta come Repubblica di Hatay. Questa Repubblica durò un anno sotto la supervisione militare congiunta francese e turca. Atatürk propose il nome "Hatay" e il governo fu posto sotto il controllo turco. Il presidente, Tayfur Sökmen, era un membro del parlamento turco (eletto nel 1935 e in rappresentanza di Antakya e il primo ministro, Abdurrahman Melek, fu eletto anche nel parlamento turco (in rappresentanza di Gaziantep) nel 1939 mentre ricopriva ancora la carica di primo ministro. Nel 1939, a seguito di un referendum popolare, la Repubblica di Hatay divenne provincia turca.

### Politica della seconda guerra mondiale
Durante la seconda guerra mondiale (1939-1945), la Turchia mantenne inizialmente una politica di attiva neutralità. Nel 1939-1941 Ankara firmò trattati, prima con la Gran Bretagna e la Francia, e successivamente con la Germania nazista.
Come risultato delle tensioni geopolitiche tra la Turchia e l'Unione Sovietica, gli alleati occidentali fornivano incentivi alla Turchia per prendere le distanze dalla Germania.
Il 23 febbraio 1945, quando la sconfitta dell'Asse sembrava inevitabile, il governo turco dichiarò guerra alla Germania e all'Impero del Giappone. Si qualificò quindi per l'adesione alle nascenti Nazioni Unite. Tuttavia, le forze turche non presero parte ad alcuna azione durante la guerra.